# ردهد، نیو ساوت ولز
ردهد (به انگلیسی: Redhead) یک حومه شهر در استرالیا است که در نیو ساوت ولز واقع شده‌است.